# St. Stephanus (Selgersdorf)

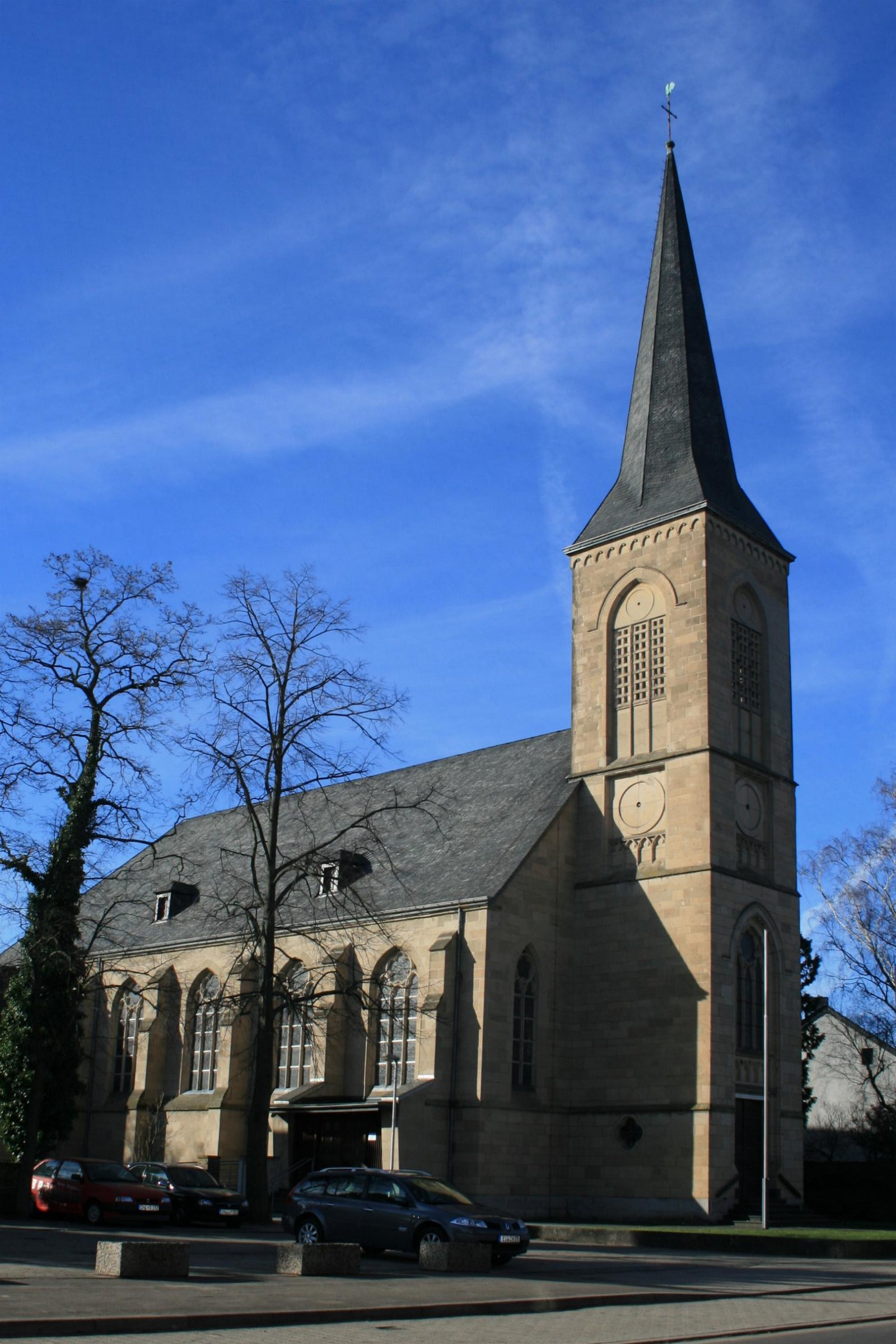
St. Stephanus in Selgersdorf (2010)

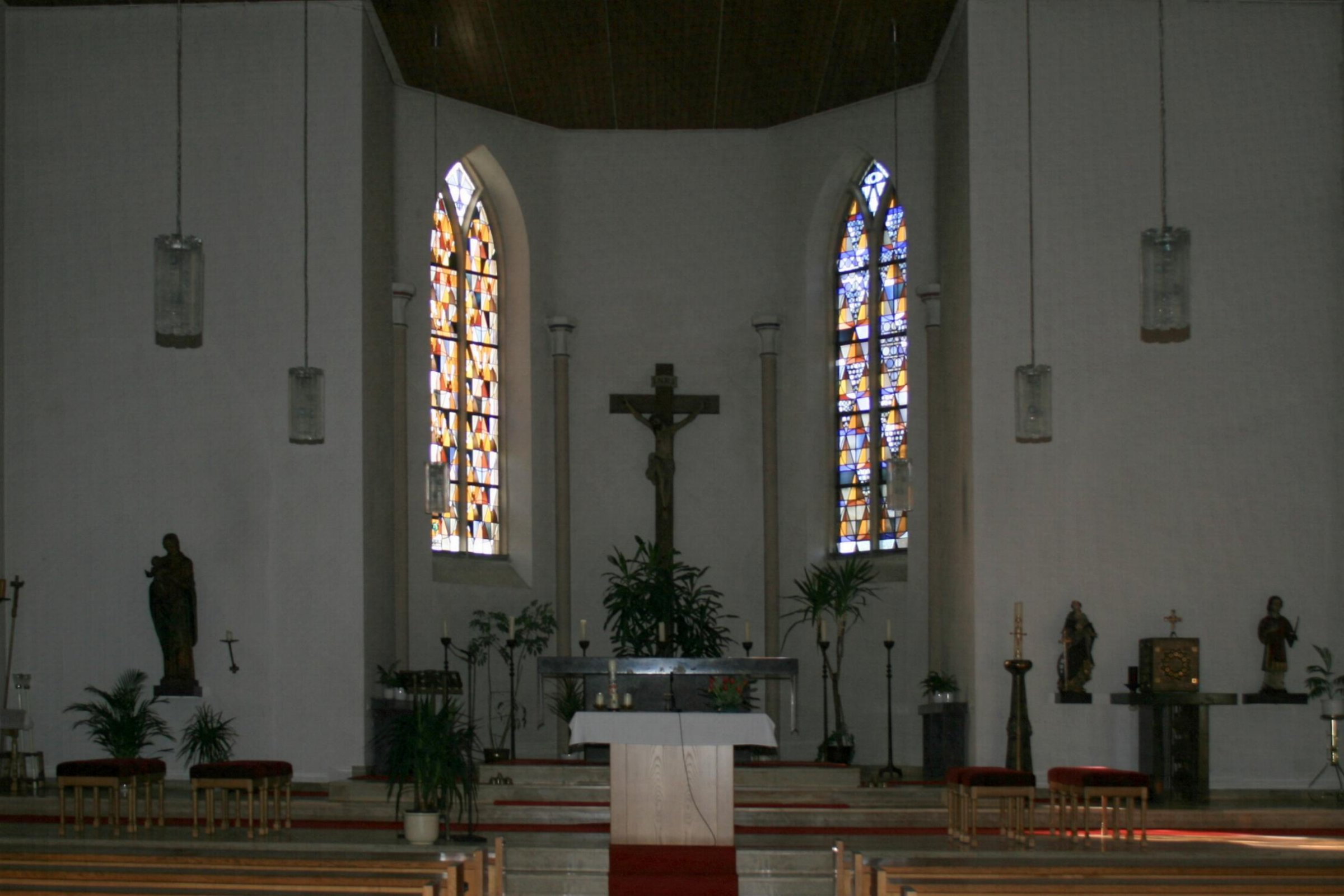
Innenraum

St. Stephanus ist die römisch-katholische Filialkirche des Ortsteils Selgersdorf der Stadt Jülich im Kreis Düren (Nordrhein-Westfalen).
Die Kirche ist unter Nummer 42 in die Liste der Baudenkmäler in Jülich eingetragen und dem hl. Stephanus geweiht.

## Geschichte
Eine Kirche in Selgersdorf wurde erstmals 1255 urkundlich erwähnt. Vermutlich gab es in Selgersdorf bereits seit dem 8. oder 9. Jahrhundert eine kleine Kirche. Der erste Kirchenbau aus Stein wurde im 13. Jahrhundert errichtet. Diesen ersetzte man im 18. Jahrhundert durch eine barocke Saalkirche mit Westturm und dreiseitig geschlossenem Chor. Diese Kirche wurde gegen 1900 zu klein und so baute man an anderer Stelle die heutige Kirche. Die alte Saalkirche wurde nach 1920 abgerissen. 
Das heutige Gotteshaus wurde in den Jahren 1913 bis 1914 nach Plänen des Düsseldorfer Architekten Wilhelm Sültenfuß errichtet. Sültenfuß plante eine dreischiffige Hallenkirche im neugotischen Baustil mit einem fünfjochigen Langhaus und einem dreiseitig geschlossenem Chor, sowie einem dem Kirchenschiff vorgebauten Glockenturm.
Diese Kirche wurde zum Ende des Zweiten Weltkriegs beim Rückzug der Wehrmacht durch deutsche Soldaten gesprengt und dadurch größtenteils zerstört – augenscheinlich, um den heranrückenden Alliierten keinen Beobachtungsturm zu überlassen, den sie zur Analyse der deutschen Abwehrvorbereitungen benutzen könnten. (Zuvor wurde auch schon den Kirchen von Pattern und Aldenhoven ihre Höhe zum Verhängnis.) Alle Gewölbe stürzten ein und wurden bis 1958 durch eine hölzerne Flachdecke ersetzt. Außerdem fehlt seit dem Krieg die Unterteilung zwischen Mittelschiff und Seitenschiffen, sodass die Kirche heute eine Saalkirche ist.
Bis zum 31. Dezember 2012 war Selgersdorf eigenständige Pfarrgemeinde. Am 1. Januar 2013 wurde die Pfarre mit 13 weiteren ehemaligen Pfarreien zur Pfarre Heilig Geist Jülich fusioniert.

## Ausstattung
In der Kirche befindet sich eine moderne Ausstattung aus der Zeit zwischen 1960 und 1995. Die Fenster des Gotteshauses schuf Wilhelm Rupprecht um 1970.

## Orgel
Die Orgel (Opus 726) ist ein Werk der Bonner Firma Johannes Klais Orgelbau aus dem Jahr 1929. Das Instrument wurde 1950 renoviert und in der Disposition leicht verändert.
| I Hauptwerk C–g3 |               |    |
| 1.               | Principal     | 8′ |
| 2.               | Offenflöte    | 8′ |
| 3.               | Dulciana      | 8′ |
| 4.               | Octave        | 4′ |
| 5.               | Hohlflöte     | 4′ |
| 6.               | Mixtur II–III |    |

| II Nebenwerk C–g3 |                |    |
| 7.                | Rohrflöte      | 8′ |
| 8.                | Salicional     | 8′ |
| 9.                | Principal      | 4′ |
| 10.               | Querflöte      | 4′ |
| 11.               | Schwegel       | 2′ |
| 12.               | Scharff III–IV |    |
| 13.               | Horn           | 8′ |

| Pedal C–f1 |               |     |
| 14.        | Subbass       | 16′ |
| 15.        | Zartbass      | 16′ |
| 16.        | Principalbass | 8′  |

- Koppeln: II-I, II-I Sub, II-I Super, I-P, II-P[8]

## Glocken
Im viergeschossigen Glockenturm befinden sich 5 Bronzeglocken.
| Nr. | Name | Durchmesser (mm) | Masse (kg, ca.) | Schlagton (HT-1/16) | Gießer                                                              | Gussjahr |
| 1   | -    | 1.390            | 1.740           | des' +11            | Johannes Mark, Eifeler Glockengießerei Mark, Brockscheid            | 1980     |
| 2   | -    | 1.115            | 850             | f' +8               | Josef Feldmann und Georg Marschel, Fa. Feldmann & Marschel, Münster | 1952     |
| 3   | -    | 920              | 500             | as' +12             | Josef Feldmann und Georg Marschel, Fa. Feldmann & Marschel, Münster | 1952     |
| 4   | -    | 886              | -               | b' +7               | August Mark, Eifeler Glockengießerei Mark, Brockscheid              | 1948     |
| 5   | -    | 733              | -               | des" +7             | Johannes Mark, Eifeler Glockengießerei Mark, Brockscheid            | 1952     |

Motiv: Salve Regina

## Persönlichkeiten

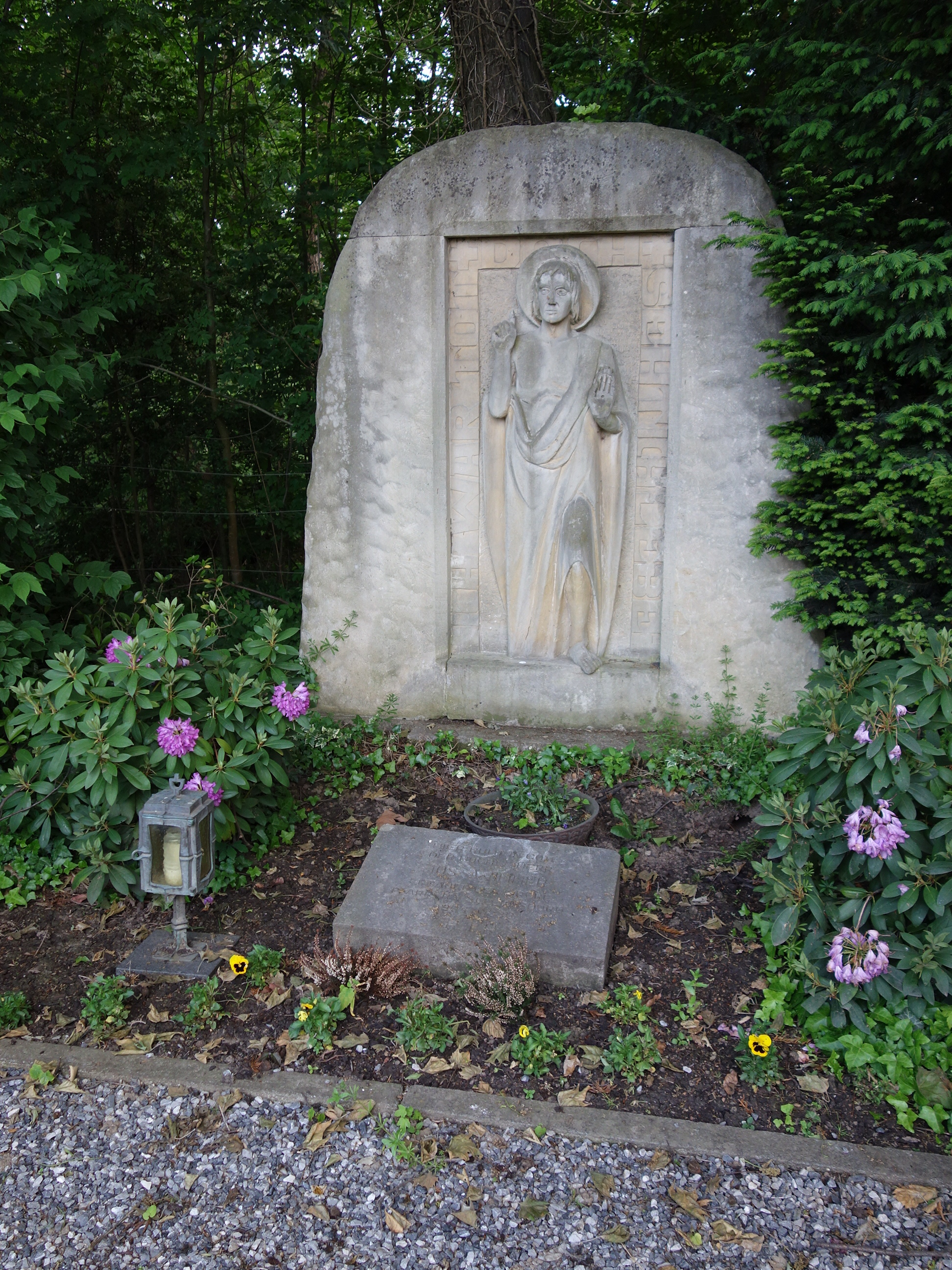
Grabmal des Pfarrers Josef Wimmer auf dem Selgersdorfer Friedhof (2015)

Im katholisch geprägten Selgersdorf wirkten folgende Pfarrer:
- Wilhelm Heinrich Clemens, Pfarrer in Selgersdorf von 1811 bis 1837
- Gustav Peil, Pfarrer in Selgersdorf von 1847 bis 1844
- Theo Hamm, Pfarrer in Selgersdorf von 1844 bis 1849
- Dr. Martin Konrad Thönissen, Pfarrer in Selgersdorf von 1849 bis 1853
- Joseph Thomé, Pfarrer in Selgersdorf von 1853 bis 1855, starb in Selgersdorf, seine Leiche verschwand unter ungeklärten Umständen
- Franz Wilhelm Savelsberg, Pfarrer in Selgersdorf von 1855 bis 1866, zu ihm verzeichnen die Gemeinderatsprotokolle mehrere Streitigkeiten mit der Bevölkerung
- Johann Heinrich Bisges, Pfarrer in Selgersdorf von 1866 bis 1878
- Josef Wimmer, Pfarrer in Selgersdorf von 1904 bis 1930, erwirkte maßgeblich den Bau der Pfarrkirche 1913/14, nach ihm ist eine Straße in Selgersdorf benannt
- Josef van Gils (1885–1962), Pfarrer in Selgersdorf von 1932 bis 1956[11] (zum Priester geweiht 1908), auch als Heimatkundler aktiv, nach ihm ist die Hauptstraße von Altenburg benannt
- Josef Dohmen, Pfarrer in Selgersdorf von 1959 bis 1994 (zum Priester geweiht 1939), zuvor in Losheim (Eifel), auch als Sozialwissenschaftler bekannt[12]